# Norrie Woodhall
Norrie Woodhall (nombre de soltera Bugler, 18 de diciembre de 1905 – 25 de octubre de 2011
) fue una actriz británica que fue la última superviviente de los Hardy Players, un grupo de teatro amateur amateur de Dorchester, que se formó en 1908 para la dramatización de los trabajos de la novelista Thomas Hardy. Norrie se unió a las Hardy Players cuando tenía 16 años y actuó en dos obras. En 1924, cuando su hermana mayor, Gertrude Bugler, hacía el papel principal en Tess of the D’Urbervilles, la joven Norrie played havñia el papel de la hermana pequeña de Tess, Liza-Lu. Como recordaría posteriormente, Liza-Lu era un personaje sin texto, por lo que Hardy le escribió algo. The Hardy Players disbanded in 1928, shortly after Hardy's death.
Las Hardy Players se refundaron en 2005 y se le pidió a Norrie que volviera cuando ella tenía 100 años.
En 2010, se reveló que una colección de manuscritos originales de Hardy iba a ser vendida en una subasta de caridad. Woodhall y los New Hardy Players, con el apoyo de instituciones como la Universidad de Exeter y el Museo del Condado de Dorset, lanzaron una campaña para recaudar 58,000 libas para comprar la colección. La campaña fue exitosa y los documentos están ahora en el Museo del Condado de Dorset.
Woodhall vivió para disfrutar de las actuaciones de varias de las novelas de Hardy por los New Hardy Players, y es recordada con cariño por sus compañeros de reparto por su interpretación dramática del poema de Hardy The Ruined Maid.